# Convento de Santa Ana (Sevilla)
El Convento de Santa Ana es un monasterio de monjas Carmelitas de la Antigua Observancia de la Iglesia católica. Se encuentra en el barrio de San Lorenzo, en el distrito Casco Antiguo de la ciudad de Sevilla (Andalucía, España). Fue construido en la primera mitad del siglo XVII. 
En el año 1990 fue declarado Monumento Histórico-Artístico. La parte más interesante del conjunto es la iglesia, que alberga, entre otras obras de gran valor, las imágenes de la Virgen y Santa Ana realizadas por Martínez Montañés en el año 1627.

## Historia
Las monjas carmelitas de la antigua observancia, también conocidas como carmelitas calzadas, llegaron a Sevilla en 1594, con la ayuda del provincial de Andalucía, fray Alonso de Bohórquez. Primero se instalaron en unas casas de la calle Rosario y, poco después, se trasladaron a este lugar.
En 1620 los maestros albañiles Cristóbal Ramírez y Juan Mateos de Bonilla hicieron los planos de la iglesia. Sus trabajos de construcción finalizaron en enero de 1641. En febrero de ese año, el cerrajero Juan Martínez de Vilar realizó una reja para el coro. En 1643 el cantero Manuel Pérez realizó los escalones del altar mayor, de los altares laterales y de las puertas. De esta misma época es la pila de agua bendita.

## Exterior
La fachada principal de la iglesia está inacabada y tiene las adarajas que se emplean para la colocación de una portada de piedra. A lo largo de la parte superior hay cinco ventanas rectangulares. En el techo hay dos buhardillas. Destaca una bella espadaña que solo es visible desde determinados lugares, debido a la estrechez de las calles adyacentes.

## Interior

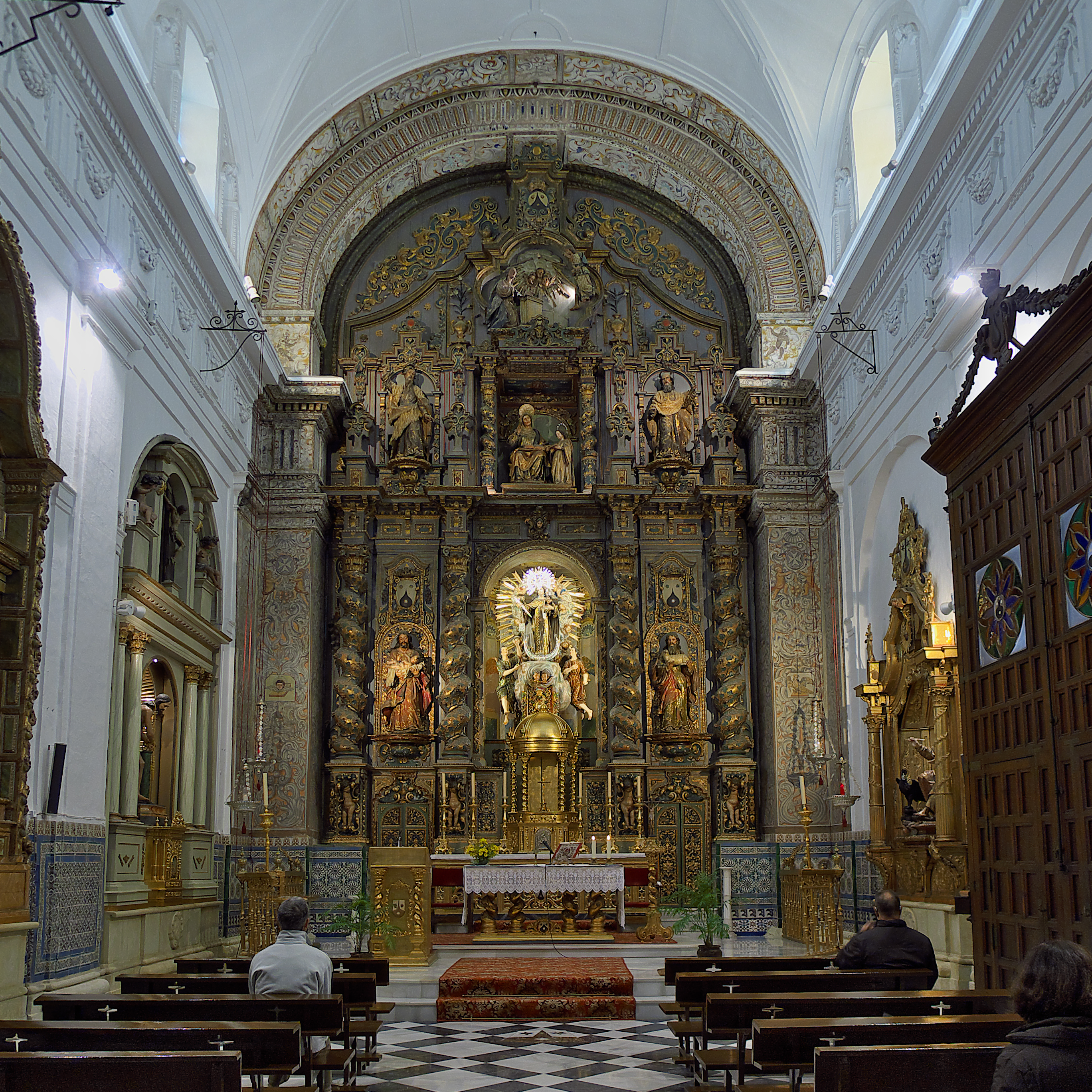
Iglesia del convento

La iglesia presenta una única nave que está cubierta por una bóveda de cañón. En la decoración destacan un conjunto de retablos:
- Retablo mayor. Fue realizado en el año 1675 por el escultor y retablista Fernando de Barahona (Sevilla, 1669-1709) y procede del antiguo Convento de la Encarnación de Belén, ya desaparecido. Consta de dos cuerpos, tres calles, banco y ático, separados por columnas salomónicas. En la hornacina central se encuentra la imagen de la Virgen del Carmen, y en la superior el conjunto de Santa Ana y la Virgen, obra de Martínez Montañés (1627). En el primer cuerpo y lateralmente las figuras que representan a San Joaquín y San José, mientras que en el segundo cuerpo podemos contemplar las tallas de los profetas Elías y Eliseo.
- Retablo dedicado a San Juan Bautista. La talla principal es obra atribuida a Martínez Montañés que fue realizada alrededor de 1638.
- Retablo de la Virgen de la Estrella. Esta escultura es de autor desconocido y fue realizada hacia el año 1600. Está flanqueada por las figuras de Santa Teresa de Jesús y Santa María Magdalena de Pazzi
- Retablo de estilo rococó dedicado a San Juan Evangelista, obra anónima fechada en la primera mitad del siglo XVII.